# Медососовые
Медососовые (лат. Meliphagidae) — семейство воробьиных птиц. Объединяет большую группу древесных птиц, питающихся главным образом нектаром и фруктами.

## Описание
Это главным образом темноокрашенные птицы с преобладанием серых, зеленоватых и бурых тонов в оперении, иногда полосатые или с пятнами. Только представители рода Myzomela окрашены контрастно. Самцы от самок не отличаются.
Размеры их мелкий или средний. Телосложение стройное, голова небольшая, ноги средней длины. Большинство видов имеют в длину 10—15 см, лишь немногие — 20—30 см.
У представителей семейства медососовых длинный, узкий и слегка искривлённый клюв, позволяющий питаться насекомыми. Их характерной особенностью является вытянутый язык.

## Ареал
Медососы распространены в Австралии, Новой Зеландии, Новой Гвинее, на Больших и Малых Зондских островах, на островах Тихого океана, вплоть до Гавайских островов.

## Питание
Семейство медососовых включает птиц с очень разным рационом, к нему относятся виды, представители которых питаются нектаром, фруктами или насекомыми. Часто птицы комбинируют диету и включают в неё как нектар, так и насекомых.

## Систематика
Традиционно семейство медососовых объединяют с нектарницевыми (Nectariniidae), белоглазковыми (Zosteropidae) и другими птицами, питающимися нектаром. На основе молекулярных исследований медососовые были объединены с радужными птицами (Pardalotidae), шипоклювковыми (Acanthizidae), щетинкоклювками (Dasyornithidae) и Maluridae в австралопапуанскую кладу.

### Классификация
Впервые представителей семейства попытался систематизировать немецкий орнитолог Ганс Фридрих Гадов в 9-м томе «Catalogue of the Birds in the British Museum» («Каталог птиц Британского музея») в 1884 году. Он выделял три подсемейства: Myzomelinae (роды Myzomela и Acanthorhynchus), Meliphaginae (по Гадову — 20 родов) и Zosteropinae (современное семейство Zosteropidae, а также роды Melithreptus и Plectorhyncha). В 1967 году датский орнитолог Финн Саломонсен предложил классификацию, которая включала 39 родов, а в 1979 году немецкий орнитолог Ганс Эдмунд Волтерс (Hans Edmund Wolters) предложил классификацию, которая включала 49 родов. В 1975 году австралийский орнитолог Ричард Шодд предположил, что обитающие в холодных влажных лесах Новой Гвинеи Melidectes, Pycnopygius и Ptiloprora являются более древними. Представители семейства развивались из них по двум линиям, одной из которых принадлежат роды с более крупными птицами Melidectes, Pycnopygius, Anthochaera, Philemon, Acanthagenys, Entomyzon, Manorina, Meliphaga, Lichenostomus, Melithreptus, а другой — роды с более мелкими птицами Ptiloprora, Phylidonyris, Acanthorhynchus, Certhionyx, Conopophila, Lichmera, зачастую обладающие тонким загнутым клювом. Шодд затруднился классифицировать представителей родов Timeliopsis, Glycichaera, Melilestes, Myzomela.
В 2004 году Driskell A. C. и Christidis L. опубликовали исследование медососовых, в котором предложили сформировать роды в пять групп (assemblage):
- Первая группа включает род Acanthorhynchus, который является сестринским ко всему остальному семейству, обитает на юге и на западе Австралии и заметно отличается от остальных видов. Это самая малочисленная группа.
- Вторая группа включает роды Pycnopygius, Certhionyx, Prosthemadera, Anthornis, Meliphaga, Lichenostomus, Guadalcanaria, Oreornis, Purnella, Melidectes, Meliarchus, Acanthagenys, Manorina, Melithreptus, Anthochaera является самой многочисленной группой с ареалом от Новой Гвинеи и Новой Зеландии до засушливых регионов Австралии. Возможно, в эту группу следует внести меланезийские и полинезийские роды, молекулярный анализ которых на тот момент ещё не проводился.
- Третья группа включает роды Ramsayornis, Conopophila, Timeliopsis, Melilestes, Melipotes, Macgregoria, Epthianura, Ashbyia. Это следующая по размерам группа после первой. Последние два рода ранее рассматривались в составе отдельного семейства Epthianuridae. К третьей группе они были отнесены уже после оригинального исследования Driskell A. C. и Christidis L.
- Четвёртая группа включает роды Myzomela. Sugomel, Gliciphila, Glycichaera, Ptiloprora.

Международный союз орнитологов относит к семейству 55 родов и 196 видов:
- Acanthagenys Gould, 1838 — 1 вид
- Acanthorhynchus Gould, 1837 — Шилоклювые медососы — 2 вида
- Anthochaera Vigors & Horsfield, 1827 — Серёжчатые медососы — 5 видов
- Anthornis G. R. Gray, 1840 — Медососы-колокольчики, или макомако[1] — 2 вида
- Ashbyia North, 1911 — Ашбии — 1 вид
- Bolemoreus Nyári & Joseph, 2011 — 2 вида
- Caligavis Iredale, 1956 — 3 вида
- Certhionyx R. Lesson, 1830 — Пегие медососы — 1 вид
- Cissomela Bonaparte, 1854 — Медососы-галстучники[1] — 1 вид
- Conopophila Reichenbach, 1852 — Конопофилы[1] — 3 вида
- Entomyzon Swainson, 1825 — Синеухие медососы — 1 вид
- Epthianura Gould, 1838 — Чекановые трясогузки — 4 вида
- Foulehaio Reichenbach, 1852 — Фулехайо — 3 вида
- Gavicalis Schodde & I. J. Mason, 1999 — 3 вида
- Gliciphila Swainson, 1837 — 1 вид
- Glycichaera Salvadori, 1878 — Белоглазые медососы — 1 вид
- Glycifohia Mathews, 1929 — 2 вида
- Grantiella Mathews, 1911 — 1 вид
- Guadalcanaria Hartert, 1929 — 1 вид
- Gymnomyza Reichenow, 1914 — Медососы-мао, или мао — 4 вида
- Lichenostomus Cabanis, 1851 — 2 вида
- Lichmera Cabanis, 1851 — Лихмеры — 9 видов
- Macgregoria De Vis, 1897 — Очковые райские птицы[4] — 1 вид
- Manorina Vieillot, 1818 — Манорины — 4 вида
- Meliarchus Salvadori, 1880 — Краснохвостые медососы — 1 вид
- Melidectes P. L. Sclater, 1874 — Мелидеки[5] — 6 видов
- Melilestes Salvadori, 1876 — Сальвадоровы медососы[5] — 1 вид
- Melionyx Iredale, 1956 — 3 вида
- Meliphacator Mathews,1930 — 1 вид
- Meliphaga Lewin, 1808 — Настоящие медососы, или медососы — 3 вида
- Melipotes P. L. Sclater, 1874 — Мелипоты[6] — 4 вида
- Melithreptus Vieillot, 1816 — Венценосные медососы[6] — 7 видов
- Melitograis Sundevall, 1872 — 1 вид
- Microptilotis Mathews, 1912 — 10 видов
- Myza A. B. Meyer & Wiglesworth, 1895 — Мизы[6] — 2 вида
- Myzomela Vigors & Horsfield, 1827 — Мизомелы — 40 видов
- Nesoptilotis Mathews, 1913 — 2 вида
- Oreornis van Oort, 1910 — Золотощёкие медососы — 1 вид
- Philemon Vieillot, 1816 — Филемоны[7] — 17 видов
- Phylidonyris R. Lesson, 1830 — Медовки — 3 вида
- Plectorhyncha Gould, 1838 — Медососы-пестроспинки — 1 вид
- Prosthemadera G. R. Gray, 1840 — Новозеландские туи, или туи — 1 вид
- Ptiloprora De Vis, 1894 — Тимелиевые медососы — 6 видов
- Ptilotula Mathews, 1912 — 6 видов
- Purnella Mathews, 1914 — 1 вид
- Pycnopygius Salvadori, 1880 — Бюльбюлевые медососы — 3 вида
- Ramsayornis Mathews, 1912 — Славковые медососы — 2 вида
- Stomiopera Reichenbach, 1852 — 2 вида
- Stresemannia Meise, 1950 1 вид
- Sugomel Mathews, 1922 — 2 вида
- Territornis Mathews, 1924 — 3 вида
- Timeliopsis Salvadori, 1876 — Прямоклювые медососы — 2 вида
- Trichodere North, 1912 — 1 вид
- Vosea Gilliard, 1960 — 1 вид
- Xanthotis Reichenbach, 1852 — 3 вида

Ранее в состав семейства включали род Notiomystis, выделенный в семейство Notiomystidae, а также изчезнувшие роды Chaetoptila и Moho, выделенные в семейство Mohoidae.